# Ronald Rivest
Ronald Linn Rivest (Schenectady, 6 de maio de 1947) é um matemático e criptologista estadunidense.
Foi laureado com o Prêmio Turing de 2002, juntamente com Adi Shamir e Leonard Adleman, pelo algoritmo RSA.

## Carreira e Pesquisa
No MIT, Rivest é membro do Grupo de Teoria da Computação e fundador do Grupo de Criptografia e Segurança da Informação do MIT CSAIL.
Ele é coautor de Introdução a Algoritmos (também conhecido como CLRS), um livro-texto padrão sobre algoritmos, com Thomas H. Cormen, Charles E. Leiserson e Clifford Stein. Outras contribuições para o campo de algoritmos incluem o artigo, "Limites de tempo para seleção", que fornece um algoritmo de tempo linear de pior caso.
Em 2006, ele publicou sua invenção do sistema de votação ThreeBallot, um sistema de votação que incorpora a capacidade do eleitor de discernir que seu voto foi contado, ao mesmo tempo em que protege sua privacidade. Mais importante ainda, este sistema não depende de criptografia de forma alguma. Afirmando "Nossa democracia é muito importante", ele simultaneamente colocou ThreeBallot no domínio público. Ele era um membro da Comissão de Assistência Eleitoral - Election Assistance Commission (EAC) - do Comitê de Desenvolvimento Diretrizes técnico - Technical Guidelines Development Committee (TGDC) -, encarregado de assistir a EAC na elaboração das diretrizes do sistema voluntário de voto - Voluntary Voting System Guidelines -.

## Publicações selecionadas
Suas publicações incluem:

### Algoritmos
| A1. | Blum, Manuel; Floyd, Robert W.; Pratt, Vaughan; Rivest, Ronald L.; Tarjan, Robert E. (1973). «Time bounds for selection» (PDF). Journal of Computer and System Sciences. 7 (4): 448–461. MR 329916. doi:10.1016/S0022-0000(73)80033-9 Previously announced as "Linear time bounds for median computations", STOC 1972. |

| A2. | Floyd, Robert W.; Rivest, Ronald L. (1975). «Expected time bounds for selection». Communications of the ACM. 18 (3): 165–172. doi:10.1145/360680.360691 See also "Algorithm 489: the algorithm SELECT—for finding the {\displaystyle i}th smallest of {\displaystyle n} elements", p. 173, doi:10.1145/360680.360694. |

| A3. | Rivest, Ronald L. (1976). «Partial-match retrieval algorithms». SIAM Journal on Computing. 5 (1): 19–50. MR 395398. doi:10.1137/0205003 Previously announced at the 15th Annual Symposium on Switching and Automata Theory, 1974. |

| A4. | Rivest, Ronald (1976). «On self-organizing sequential search heuristics». Communications of the ACM. 19 (2): 63–67. MR 0408303. doi:10.1145/359997.360000 Previously announced at the 15th Annual Symposium on Switching and Automata Theory, 1974. |

| A5. | Baker, Brenda S.; Coffman, E. G. Jr.; Rivest, Ronald L. (1980). «Orthogonal packings in two dimensions». SIAM Journal on Computing. 9 (4): 846–855. CiteSeerX 10.1.1.309.8883. MR 592771. doi:10.1137/0209064 |

| A6. | Rivest, Ronald L.; Fiduccia, Charles M. (1982). «A "greedy" channel router». In: Crabbe, James S.; Radke, Charles E.; Ofek, Hillel. Proceedings of the 19th Design Automation Conference, DAC '82, Las Vegas, Nevada, USA, June 14–16, 1982. ACM and IEEE. pp. 418–424. doi:10.1145/800263.809239 |

| A7. | Cormen, Thomas H.; Leiserson, Charles E.; Rivest, Ronald L. (1990). Introduction to Algorithms (1st ed.). MIT Press and McGraw-Hill. ISBN 0-262-03141-8. 2nd edition, with Clifford Stein, 2001. 3rd edition, 2009. 4th edition, 2022. |

### Criptografia
| C1. | Rivest, R. L.; Shamir, A.; Adleman, L. (1978). «A method for obtaining digital signatures and public-key cryptosystems». Communications of the ACM. 21 (2): 120–126. MR 700103. doi:10.1145/359340.359342 |

| C2. | Rivest, R.; Adleman, L.; Dertouzos, M. (1978). «On data banks and privacy homomorphisms». In: DeMillo, Richard A. Foundations of Secure Computation. [S.l.]: Academic Press. pp. 169–177 |

| C3. | Goldwasser, Shafi; Micali, Silvio; Rivest, Ronald L. (1988). «A digital signature scheme secure against adaptive chosen-message attacks». SIAM Journal on Computing. 17 (2): 281–308. MR 935341. doi:10.1137/0217017 Previously announced as "A 'paradoxical' solution to the signature problem", FOCS 1984 and CRYPTO 1984. |

| C4. | ivest, Ronald L. (October 1990). The MD4 Message Digest Algorithm. Network Working Group. doi:10.17487/RFC1186. RFC 1186. |

| C5. | Rivest, Ronald L. (April 1992). The MD5 Message-Digest Algorithm. Network Working Group. doi:10.17487/RFC1321. RFC 1321. |

| C6. | Rivest, Ronald L. (March 1998). A Description of the RC2(r) Encryption Algorithm. Network Working Group. doi:10.17487/RFC2268. RFC 2268. |

| C7. | Rivest, Ronald L.; Shamir, Adi; Tauman, Yael (2001). «How to Leak a Secret». In: Boyd, Colin. Advances in Cryptology – ASIACRYPT 2001, 7th International Conference on the Theory and Application of Cryptology and Information Security, Gold Coast, Australia, December 9–13, 2001, Proceedings. Lecture Notes in Computer Science. 2248. Springer. pp. 552–565. doi:10.1007/3-540-45682-1_32 |

| C8. | Rivest, Ronald L. (1994). «The RC5 encryption algorithm». In: Preneel, Bart. Fast Software Encryption: Second International Workshop. Leuven, Belgium, 14–16 December 1994, Proceedings. Lecture Notes in Computer Science. 1008. Springer. pp. 86–96. doi:10.1007/3-540-60590-8_7 |

### Aprendizado
| L1. | Hyafil, Laurent; Rivest, Ronald L. (May 1976). «Constructing optimal binary decision trees is NP-complete». Information Processing Letters. 5 (1): 15–17. MR 413598. doi:10.1016/0020-0190(76)90095-8 Verifique data em: \|data= (ajuda) |

| L2. | Rivest, Ronald L. (1987). «Learning decision lists». Machine Learning. 2 (3): 229–246. doi:10.1007/BF00058680 |

| L3. | Blum, Avrim; Rivest, Ronald L. (1992). «Training a 3-node neural network is NP-complete». Neural Networks. 5 (1): 117–127. doi:10.1016/S0893-6080(05)80010-3 Previously in NIPS 1988. |

| L4. | Quinlan, J. Ross; Rivest, Ronald L. (1989). «Inferring decision trees using the minimum description length principle». Information and Computation. 80 (3): 227–248. MR 984483. doi:10.1016/0890-5401(89)90010-2 |

| L5. | Rivest, Ronald L.; Schapire, Robert E. (1993). «Inference of finite automata using homing sequences». Information and Computation. 103 (2): 299–347. MR 1216458. doi:10.1006/inco.1993.1021 Previously announced at STOC 1989. |

### Eleições e votação
| V1. | Jakobsson, Markus; Juels, Ari; Rivest, Ronald L. (2002). «Making mix nets robust for electronic voting by randomized partial checking». In: Boneh, Dan. Proceedings of the 11th USENIX Security Symposium, San Francisco, CA, USA, August 5-9, 2002. Boston, Massachusetts: USENIX Association. pp. 339–353 |

| V2. | Rivest, Ronald L.; Smith, Warren D. (2007). «Three voting protocols: ThreeBallot, VAV, and Twin» (PDF). 2007 USENIX/ACCURATE Electronic Voting Technology Workshop (EVT 07). Boston, Massachusetts: USENIX Association |

| V3. | Chaum, David; Carback, Richard; Clark, Jeremy; Essex, Aleksander; Popoveniuc, Stefan; Rivest, Ronald L.; Ryan, Peter Y. A.; Shen, Emily; Sherman, Alan T. (2008). «Scantegrity II: end-to-end verifiability for optical scan election systems using invisible ink confirmation codes» (PDF). In: Dill, David L.; Kohno, Tadayoshi. 2008 USENIX/ACCURATE Electronic Voting Workshop, EVT 2008, July 28-29, 2008, San Jose, CA, USA, Proceedings. Boston, Massachusetts: USENIX Association |